# Sauvagella
Sauvagella é um género de peixe da família Clupeidae.
Este género contém as seguintes espécies:
- Sauvagella madagascariensis
- Sauvagella robusta